# Ilio Matos
Ilio Matos (21 de diciembre de 1937) es un exárbitro de fútbol canadiense.

## Trayectoria
Empezó arbitrando desde 1973 y al año siguiente, fue designado con el gafete FIFA. Estuvo 10 años como internacional, hasta su retiro por la disolución de la North American Soccer League, liga de fútbol principal en que arbitraba.
Entre sus participaciones, estuvo como asistente en el Preolímpico de Concacaf y en los Juegos Olímpicos de 1976. También, actuó en el Preolímpico de 1980 y las eliminatorias de Concacaf para la Copa Mundial de 1982.